# Sange fra første sal
 Ikke at forveksle med Sange fra anden sal.
Sange fra første sal er det ottende studiealbum fra den danske sanger og musiker Kim Larsen. Albummet blev udgivet posthumt den 29. marts 2019 på Medley Records.

## Spor
Alle sange skrevet og komponeret af Kim Larsen, undtagen "Koppen med den skårede hank", skrevet af Kim Larsen og Peter Ingemann Hansen, og "Nu dufter tjørnen", skrevet af Kim Larsen og Harald Herdal. 
| #   | Titel                         | Længde |
| --- | ----------------------------- | ------ |
| 1.  | "Den store dag"               | 3:42   |
| 2.  | "En brøkdel af et sekund"     | 3:10   |
| 3.  | "Charlie"                     | 3:00   |
| 4.  | "Fætter Fritz"                | 3:02   |
| 5.  | "Wunderkind"                  | 3:04   |
| 6.  | "Sommer"                      | 3:30   |
| 7.  | "Brønshøj-Husum Ungdomsklub"  | 3:08   |
| 8.  | "Frakken"                     | 3:31   |
| 9.  | "Dagens mand"                 | 3:30   |
| 10. | "Miss Måneskin"               | 3:03   |
| 11. | "Koppen med den skårede hank" | 3:07   |
| 12. | "Nu dufter tjørnen"           | 2:44   |

## Medvirkende
Personel:
- Kim Larsen – guitar, vokal, trommeprogrammering, harpe
- Jørn Jeppesen – orgel, guitar, keyboard, klaver, vokal og kor
- Hjalmer Larsen – guitar, keyboard, vokal og kor
- Finn Jansen – mixer, indspilning
- Christopher Juul – mastering